# Ricardo de la Cierva y Codorníu
Ricardo de la Cierva y Codorníu († Paracuellos de Jarama, 7 de noviembre de 1936) fue un abogado y político español, hijo de Juan de la Cierva y Peñafiel, hermano del aviador Juan de la Cierva y Codorníu y padre del historiador Ricardo de la Cierva y Hoces.
Fue elegido diputado a Cortes por el distrito castellonense de Albocácer en las elecciones de 1920 y 1923, en las filas del Partido Conservador, en la fracción ciervista.
Durante la Segunda República Española militó en Renovación Española y fue miembro de la sociedad de pensamiento contrarrevolucionario Acción Española. Trabajó como abogado para la embajada de Noruega y al estallar la guerra civil española fue capturado en Barajas por la delación de un colaborador, cuando trataba de huir a Francia para reunirse con su mujer y sus seis hijos pequeños. Encarcelado en la cárcel Modelo de Madrid, pasó sus días como recluso en pésimas condiciones hasta la fecha en que fue excarcelado para ser fusilado junto a otros miles de víctimas en las matanzas de Paracuellos. Todo ello a pesar de las promesas declaradas por distintos mandatarios republicanos al cónsul de Noruega en las que se alegaba hacer todo lo que era posible para liberar al abogado, tal como cuenta Felix Schlayer en su célebre libro testimonial Diplomático en el Madrid rojo.